# لوح احتراق
لوح احتراق, یکی از آثار بهاءالله، بنیان‌گذار آئین بهائی است که به زبان عربی و در سال ۱۸۷۱ در عکا نگاشته شده‌است. بهاءالله این اثر را در پاسخ به یکی از بهائیان اهل ایران نوشته‌است.
این لوح مسجع است و به شکل گفتگویی میان بهاءالله و خداست و انعکاسی است از رنج‌های او. بهائیان اغلب این لوح در هنگام مواجه با مشکلات و سختی‌ها می‌خوانند.

## یادداشت
1. 1 2  Taherzadeh, pg. 226.
2. ↑  Taherzadeh, pg. 227.